# Acqui FC
Acqui FC – włoski klub piłkarski, mający siedzibę w mieście Acqui Terme, w północno-zachodniej części kraju.

## Historia
Chronologia nazw:
- 1911: Acqui Foot Ball Club
- 1923: Acqui Unione Sportiva (po fuzji z U.S. La Bagni)
- 2012: Associazione Sportiva Dilettantistica Acqui 1911
- 2014: Società Sportiva Dilettantistica Acqui Calcio 1911
- 2016: klub rozwiązano
- 2017: Società Sportiva Dilettantistica Football Club Acqui Terme
- 2018: Associazione Sportiva Dilettantistica Acqui Football Club

Klub piłkarski Acqui Foot Ball Club został założony w Acqui Terme w 1911 roku.
W sezonie 1913/14 zespół z Promozione piemontese-ligure został promowany do Prima Categoria. W sezonie 1914/15 debiutował w rozgrywkach na najwyższym poziomie, gdzie zajął 5.miejsce w grupie eliminacyjnej piemontese-ligure i nie zakwalifikował się do rundy finałowej Prima Categoria. Potem z powodu I wojny światowej rozgrywki zostały zawieszone. W 1923 klub łączy się z U.S. La Bagni i przyjął nazwę Acqui Unione Sportiva. Zespół grał w Terza Divisione piemontese. W 1927 awansował do Seconda Divisione, która od 1929 nazywała się Prima Divisione, a od 1935 Serie C. Od 1948 klub występował w niższych ligach. W 2012 zmienił nazwę na ASD Acqui 1911, a w 2014 na SSD Acqui Calcio 1911. 11 grudnia 2016 klub został rozwiązany.
W 2017 klub ASD La Sorgente przejmuje sektor młodzieżowy rozwiązanego klubu i z nazwą SSD FC Acqui Terme startował w mistrzostwach Promozione Piemonte-Valle d'Aosta. W 2018 zmienił nazwę na ASD Acqui FC.

## Barwy klubowe i strój
| Biały |

Klub ma barwy białe. Przez całą historię piłkarze domowe spotkania zazwyczaj grają w białych koszulkach, białych spodenkach oraz białych getrach.

## Sukcesy

### Trofea międzynarodowe
Nie uczestniczył w rozgrywkach europejskich (stan na 31-05-2018).

### Trofea krajowe
| \| \| Zdobyte trofea w rozgrywkach Włoch (stan na: 31-05-2018) \| |                                                          |      |                                    |
| Rozgrywki                                                         | Osiągnięcie                                              | Razy | Sezon(y)                           |
| · Mistrzostwo                                                     | I miejsce                                                | 0    |                                    |
| · Mistrzostwo                                                     | II miejsce                                               | 0    |                                    |
| · Mistrzostwo                                                     | III miejsce                                              | 0    |                                    |
| · Mistrzostwo                                                     | 5.miejsce                                                | 1    | 1914/15 (gr.kw. piemontese-ligure) |
| · Puchar                                                          | zdobywca                                                 | 0    |                                    |
| · Puchar                                                          | finalista                                                | 0    |                                    |
| Włochy                                                            | Zdobyte trofea w rozgrywkach Włoch (stan na: 31-05-2018) |      |                                    |

- Serie C (III poziom):
  - 4.miejsce (3): 1938/39 (gr.D), 1940/41 (gr.D), 1945/46 (gr.D)

## Poszczególne sezony

### Rozgrywki międzynarodowe

#### Europejskie puchary
Nie uczestniczył w rozgrywkach europejskich (stan na 31-05-2018).

### Rozgrywki krajowe
| \| Włochy \| Bilans występów klubu Acqui FC w rozgrywkach piłkarskich Włoch (Stan na 31 maja 2018 r.) \| \| |                                                                                          |        |       |   |   |   |    |    |     |                 |        |        |         |
| Poziom | Rozgrywki                                                                                | Sezony | Mecze | Z | R | P | B+ | B– | Pkt | Lata            | Awanse | Spadki | Naj.    |
| I | Prima Categoria                                                                          | 1      |       |   |   |   |    |    |     |                 | 0      | 0      | 5 (gr.) |
| II | Serie B                                                                                  | 0      |       |   |   |   |    |    |     |                 | 0      | 0      |         |
| III | Serie C                                                                                  | 15     |       |   |   |   |    |    |     | 1929/30–1947/48 | 0      | 2      | 4       |
| IV | Serie D                                                                                  | 22     |       |   |   |   |    |    |     | 1948/49–2015/16 | 2      | 1      | 1       |
| V | Eccellenza                                                                               | 15     |       |   |   |   |    |    |     | 1995/96–2013/14 | ?      | ?      | 1       |
| Włochy | Bilans występów klubu Acqui FC w rozgrywkach piłkarskich Włoch (Stan na 31 maja 2018 r.) |        |       |   |   |   |    |    |     |                 |        |        |         |

#### Liga włoska
Klub jedynie w sezonie 1914/15 występował na najwyższym poziomie. 

#### Puchar Włoch
Dotychczas klub nie grał w rozgrywkach o Puchar kraju.

## Struktura klubu

### Stadion
Klub rozgrywa swoje mecze domowe na stadionie Stadio Jona Ottolenghi w Acqui Terme, który może pomieścić 1000 widzów.

## Derby
- US Alessandria Calcio 1912
- FBC Casale
- Derthona FBC 1908